# Gran Turismo 5
Gran Turismo 5 (グランツーリスモ 5 Guran Tsūrisumo Faibu?,  deobicei abreviat ca GT5) este al cincilea joc din seria Gran Turismo. Dezvoltat de Polyphony Digital si publicat de Sony Computer Entertainment, a fost lansat pentru PlayStation 3 pe data de 24 noiembrie 2010. Acesta extinde Prologue și este primul din serie dezvoltat pentru PlayStation 3.
Este primul joc din serie care să suporte modul online cu până la 16 jucatori. Un model de avarii a fost introdus , iar gradul de avarie ține de felul vehiculului: "Standard" sau "Premium". Peste 1000 de mașini , 26 de locații diferite și 71 de piste diferite sunt disponibile in joc. Este reintrodusă cursa pe timp de noapte.
Licențe pentru World Rally Championship, Nascar si Super GT sunt utilizate pentru prima dată în franciza Gran Turismo.